# Miguelistenkrieg

Flagge der Miguelisten

Flagge der Liberalen

Mit Miguelistenkrieg (auch Krieg der zwei Brüder, portugiesisch a guerra dos dois irmãos) bezeichnet man in der portugiesischen Geschichte einen von 1832 bis 1834 dauernden Bürgerkrieg zwischen den Anhängern des Königs Michael I. und den Anhängern seines Bruders, des Exkönigs Peter IV. und dessen Tochter Maria II.
König Michael heißt auf Portugiesisch Dom Miguel, seine Anhänger wurden deshalb miguelistas, Miguelisten, genannt, was dem Konflikt seinen Namen gab.

## Ursachen des Krieges und Entwicklungen bis zum Kriegsbeginn
Seit der napoleonischen Besetzung Portugals im Jahr 1807 hatten sich die Ideale der Französischen Revolution auch in Portugal festgesetzt. Die politische Strömung der Liberalen hatte sich gebildet, die für eine konstitutionelle Monarchie eintraten. Manuel Fernandes Tomás war einer ihrer herausragendsten Vertreter. Mit der liberalen Revolution des Jahres 1820 hatte der Liberalismus seinen ersten großen Erfolg in der Geschichte des Landes. 1821 wurde die erste Verfassung Portugals von einer verfassunggebenden Versammlung verabschiedet, die dann von König Johann VI. auch in Kraft gesetzt wurde.
Gegen den Liberalismus gab es allerdings einigen Widerstand von reaktionären und konservativen Kräften, die am alten absolutistischen Regierungssystem festhalten wollten. Diese bezeichneten sich als Absolutisten (absolutistas). Auch die katholische Kirche stand der liberalen Bewegung mehrheitlich ablehnend gegenüber, da die Liberalen auch die besonderen Rechte der Kirche abschaffen wollten und allgemein für eine antiklerikale Politik eintraten.
Der Gegensatz zwischen Liberalen und Absolutisten, der die portugiesische Innenpolitik dieser Zeit prägte, verlief auch quer durch die königliche Familie. Während König Johann VI. seinen Eid auf die Verfassung von 1821 halten wollte, also mehr im liberalen Lager stand, waren seine Frau, Königin Charlotte Johanna und sein jüngerer Sohn, Prinz Michael, Anhänger der Absolutisten. Bereits 1824 versuchten die Königin und Prinz Michael den König zu verdrängen und den Absolutismus wieder einzuführen, was allerdings scheiterte. Prinz Michael musste daraufhin ins österreichische Exil gehen. Er geriet dort in den Kreis um den reaktionären Politiker Fürst Metternich, was ihn in seinen absolutistischen Ansichten noch bestärkte.
Im Verlauf der Ereignisse des Jahres 1824 war auch die Verfassung widerrufen worden. Die Liberalen forderten deshalb eine Rückkehr zum Konstitutionalismus. 1826 kam der neue König, Peter IV., diesen Forderungen nach und gab dem Land eine neue Verfassung, die so genannte Charta. Obwohl diese wesentlich konservativer als die Verfassung von 1821 war, rief sie die Proteste der Absolutisten hervor, die auf eine Verfassung ja ganz verzichten wollten.
Peter IV. war, als er noch Kronprinz war, von seinem Vater Johann VI. in Brasilien zurückgelassen worden, um dieses Land als Regent zu verwalten. Am 7. September 1822 hatte er die brasilianische Unabhängigkeit verkündet und sich selbst zum Kaiser Peter I. von Brasilien ernannt. 1826 verstarb Johann VI. von Portugal, so dass sein Sohn Peter I. von Brasilien als Peter IV. von Portugal auch noch den portugiesischen Thron bestieg. Es wurde aber bald offensichtlich, dass es nicht mehr möglich war, beide Reiche zugleich zu regieren. Da Peter auf Brasilien nicht verzichten wollte, dankte er am 5. Mai 1826 nach nur zweimonatiger Regierung als portugiesischer König zugunsten seiner minderjährigen Tochter Maria II. ab. Peter wollte die beiden verfeindeten Linien des Hauses Braganza wieder zusammenführen und hatte deshalb geplant, dass sein Bruder Michael seine Tochter Maria heiraten sollte. Gemeinsam sollten sie dann Portugal regieren. Während der Minderjährigkeit Marias sollte Michael als Regent fungieren. Michael kehrte so aus seinem Wiener Exil nach Portugal zurück.
Dort zeigte sich aber bald, dass er andere Pläne hatte. Er berief eine traditionelle Ständeversammlung ein, diese entthronte Maria II. und rief Michael 1828 zum König aus. Michael hatte sich mit den reaktionären Kräften des Landes verbündet, widerrief die Verfassungscharta seines Bruders und regierte als letzter absolutistischer König Portugals.
Peter war allerdings nicht bereit, diesen Vertrauensbruch seines Bruders hinzunehmen. Zu den portugiesischen Verwicklungen gesellten sich innenpolitische Schwierigkeiten in Brasilien. Schließlich dankte er am 7. April 1831 auch als Kaiser von Brasilien ab, um sich ganz dem portugiesischen Problem widmen zu können. Er nahm erneut den Titel eines Herzogs von Braganza an, erklärte sich zum Regenten für seine minderjährige Tochter Maria (die er nach wie vor als legitime Königin des Landes ansah) und ging nach Europa, um den Kampf gegen seinen Bruder aufzunehmen.
Der Miguelistenkrieg war also
- sowohl ein Bürgerkrieg zwischen Absolutisten (die Michael unterstützten) und Liberalen (die auf Seiten Peters und Maria II. standen)
- wie ein dynastischer Kampf innerhalb des Hauses Braganza zwischen den beiden Brüdern Peter und Michael.

## Verlauf des Krieges

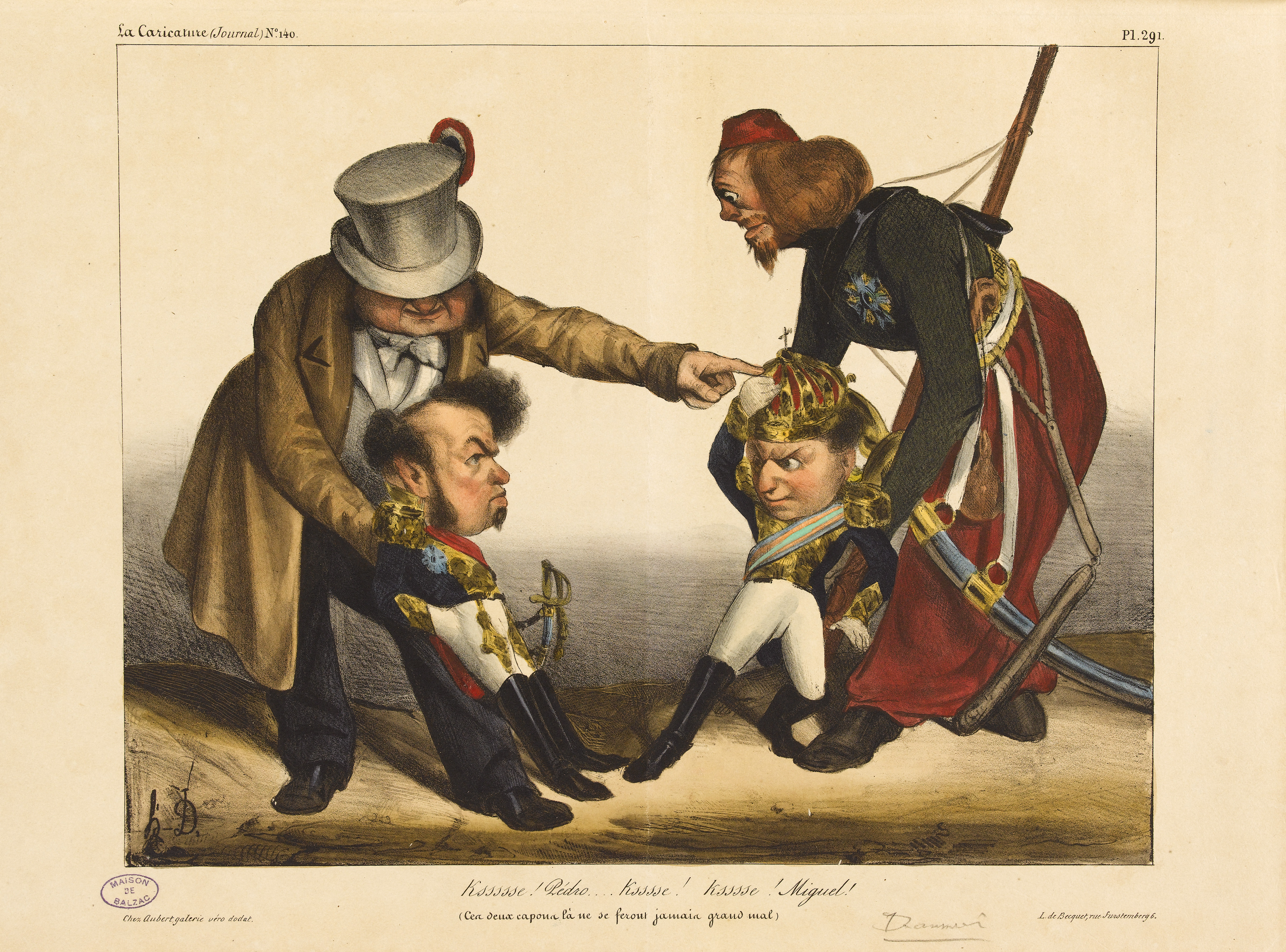
Eine zeitgenössische Karikatur zeigt die Einmischung ausländischer Mächte, hinter Pedro (links) steht Englands John Bull, hinter Miguel das absolutistische Spanien

Zu Beginn des Krieges stand es nicht gut für Peter und die Sache der Liberalen. Michael hatte ganz Portugal (mit Ausnahme der Azoreninsel Terceira) unter seine Kontrolle gebracht und regierte mit harter Hand. Seine liberalen Gegner befanden sich zum großen Teil im Exil, waren über halb Europa (mit Schwerpunkten in London, Paris und Brüssel) und Brasilien verstreut und zudem untereinander zerstritten. Auch die politische Großwetterlage in Europa, geprägt von der Heiligen Allianz und ihrer reaktionären Politik, favorisierte Michael. Zu einem ersten Umschwung führte die liberale Julirevolution des Jahres 1830 in Frankreich, die den liberalen Bewegungen in Europa wieder Mut machte. Der neue französische König, Ludwig Philipp unterstützte Peter, und so begab sich dieser nach seiner Abdankung in Brasilien zunächst nach Paris.
Vor der Azoreninsel Terceira gelang es dem späteren Herzog von Terceira, einem treuen Anhänger der Liberalen und Peters, eine Miguelistenflotte in der Schlacht vor Vila da Praia zu schlagen (1829), so dass die Insel als einziger Teil Portugals außerhalb des Machtbereichs Michaels verblieb. In den nächsten Jahren gelang es Terceira, auch die anderen Inseln des Archipels zu erobern. Dies erlaubte Peter, sich am 3. März 1832 auf die Azoren zu begeben, und so wieder portugiesischen Boden zu betreten. Mit einer dort ausgehobenen liberalen Armee schiffte er sich nach Portugal ein und betrat am 8. Juni 1832 bei Pampelido in der Nähe von Porto das portugiesische Festland. Er holte den im britischen Exil weilenden liberalen General João Carlos de Saldanha Oliveira e Daun, Herzog von Saldanha, nach Portugal zurück und machte ihn zum Oberbefehlshaber der liberalen Armee.
Es gelang den Liberalen, Porto zu erobern, das daraufhin von Truppen Michaels unter General Lemos belagert wurde. Als diese Belagerung zu keinem Erfolg führte, verließ Michael Lissabon und begab sich selbst zu seinen Truppen nach Porto. Die Abwesenheit des Königs von Lissabon ausnutzend, gelang es einem zweiten Heer unter dem Kommando des Herzogs von Terceira und mit Unterstützung britischer Marinestreitkräfte, 1833 Lissabon zu erobern. Damit waren die beiden wichtigsten Städte des Landes, Lissabon und Porto, in der Hand der Konstitutionalisten. Peter ließ seine Tochter, die jetzt vierzehnjährige Maria II., aus Paris nach Lissabon kommen, wo sie begeistert empfangen wurde.
In dieser Situation beging Michael einen schweren politischen Fehler. In Spanien hatte König Ferdinand VII. seine Tochter, die spätere Königin Elisabeth (Isabella) II. zu seiner Nachfolgerin ernannt, unter Bruch des bisherigen salischen Thronfolgerechtes, das die Thronfolge nur in der männlichen Abfolge vorsah. Ferdinands Bruder Karl (Don Carlos), der durch die neue Regelung aus der Thronfolge verdrängt wurde (vgl. Erster Karlistenkrieg), rebellierte daraufhin. Michael verbündete sich nun mit Karl, den er mit allen Ehren in Portugal empfing, und machte sich damit König Ferdinand VII. zum Feinde. Der spanische König erkannte Maria II. als rechtmäßige Königin Portugals an und verbündete sich mit der liberalen Gegenregierung Portugals, den Engländern und den Franzosen zur Quadrupel-Allianz.
Nach den entscheidenden Niederlagen bei Almoster am 18. Februar 1834 und bei Asseiceira am 16. Mai 1834 kam es in Évoramonte zum letzten Aufeinandertreffen. Michaels Truppen wurden am 26. Mai 1834 von Terceira und Kriegsminister Saldanha geschlagen, und Michael musste erneut ins Exil gehen, nach Italien. Peter verkündete zwar zunächst eine Amnestie, in der vorgesehen war, dass Michael den Titel eines königlichen Infanten von Portugal erhielt und im Exil eine angemessene Apanage beziehen sollte. Diese Regelung führte jedoch zum Ausbruch einer Revolte gegen Peter. Dieser, bereits durch schwere Krankheit gezeichnet, zog sich in den Palast von Queluz zurück, wo er kurze Zeit später verstarb. In Lissabon trat eine neue Cortes zusammen, die den Herzog von Palmela zum Premierminister wählte. In der Cortes wurden zwei wichtige Gesetze beschlossen. Zum einen wurde Maria II. für volljährig erklärt, sodass sie in Zukunft selbstständig regieren konnte. Zum anderen wurde die Regelung widerrufen, mit der Michael eine Apanage in Aussicht gestellt wurde. Sobald Michael dies erfuhr, widerrief er seinerseits aus seinem Exil in Italien seine Abdankung und stellte klar, dass er sich weiterhin als legitimen König betrachte. Michael verstarb schließlich in Bronnbach in Baden, ohne je auf seine Ansprüche auf den portugiesischen Thron verzichtet zu haben.

## Bedeutung
Mit dem Sieg Peters war der Konstitutionalismus endgültig in Portugal verankert. Zwar spalteten sich die Liberalen schnell in einen konservativeren (die Cartisten) und einen radikaleren Flügel (die Setembristen), die sich ab 1846 in einem Bürgerkrieg gegenüberstanden. Dabei ging es aber um die Frage, wie die Verfassung des Landes aussehen sollte. Die Tatsache, dass Portugal eine Verfassung haben sollte, wurde dagegen seit Ende des Miguelistenkrieges nicht mehr in Frage gestellt. Eine Rückkehr zum Absolutismus hat es seit Ende des Krieges in Portugal nicht mehr gegeben.